# AC Florenz
Die Associazione Calcio Fiorentina, kurz Fiorentina, im deutschsprachigen Raum bekannt als AC Florenz, ist ein 1926 gegründetes italienisches Fußballunternehmen aus der toskanischen Hauptstadt Florenz.
Weitere Bezeichnungen sind La Viola („Die Violette“) und I Gigliati („Die Lilien“).
Die ACF Fiorentina ist zweifacher Italienischer Meister, sechsfacher Italienischer Pokalsieger, einmaliger Italienischer Supercupsieger sowie einmaliger Gewinner des Europapokals der Pokalsieger. Heimspielstätte ist das Stadio Artemio Franchi, welches Platz für rund 43.000 Zuschauer bietet.

## Geschichte

### Die Anfänge

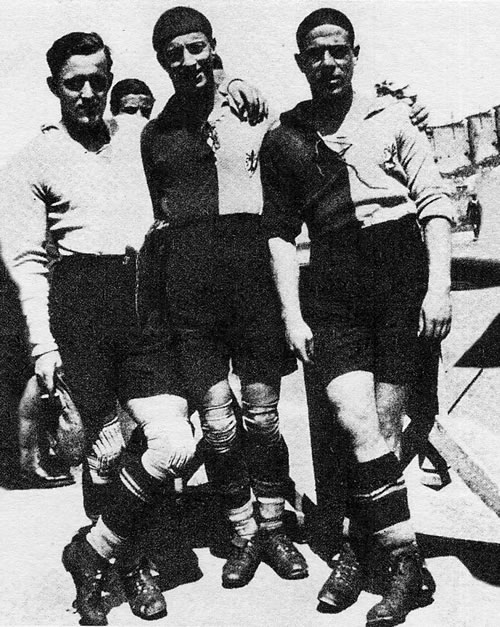
Spieler der ACF Fiorentina im Gründungsjahr 1926

Die ACF Fiorentina, oft kurz Fiorentina genannt, entstand am 26. August 1926 unter dem Namen Associazione Calcio Firenze, ab dem Folgejahr als Associazione Calcio Fiorentina, aus der Fusion zwischen dem Club Sportivo Firenze und der Fußballabteilung der Polisportiva Giovanile Libertas. Als Vereinsfarben wurden die Farben Weiß und Rot gewählt. Das erste offizielle Match bestritt der neu gegründete Verein am 22. September 1929 anlässlich eines Freundschaftsspieles gegen die AS Rom; bei dieser Partie spielten die Florentiner erstmals in der Geschichte mit violetten Trikots, die mit der Florentiner Lilie (italienisch: Giglio) bestickt waren. Diese verhalfen der AC Fiorentina in der Folge zu den Übernamen la viola (zu deutsch: die Violette) und i gigliati (zu deutsch in etwa: die Lilien), die bis heute als Bezeichnungen für die Fiorentina gebräuchlich sind.

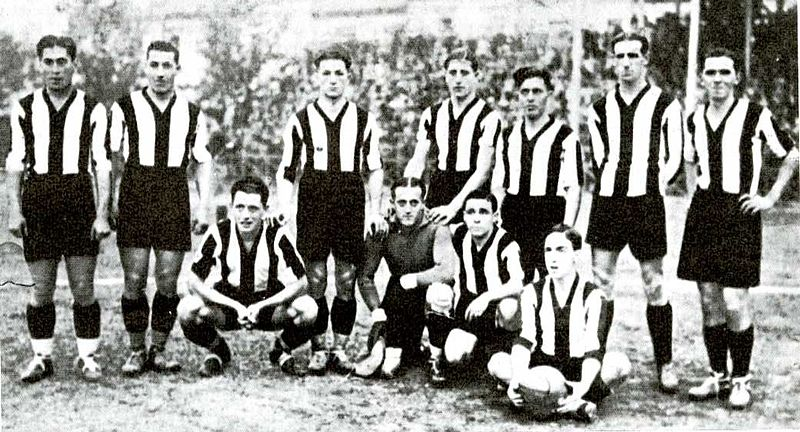
Mannschaft der ACF Fiorentina im Jahr 1928

In der Saison 1929/30 nahm man erstmals an einer Serie-B-Meisterschaft teil, die man auf einem guten vierten Tabellenrang abschließen konnte. In der folgenden Saison 1930/31 konnte man die Serie B sogar gewinnen und stieg somit erstmals in die Serie A auf. Am 13. September 1931 wurde das neue Stadio Comunale, das später in „Stadio Artemio Franchi“ umbenannt werden sollte, mit einem Spiel gegen den SK Admira Wien eröffnet. Somit war die AC Fiorentina auch in dieser Hinsicht gewappnet für die kommende Saison in der Serie A.
Dort hielt man sich in den kommenden Jahren recht gut. Die beste Platzierung wurde in der Saison 1935/36 mit dem dritten Platz erreicht, doch am Ende der Saison 1937/38 kam es zum ersten Abstieg in die Serie B.

### Der erste Titel
Die Saison 1939/40 lief für die Fiorentina – nach dem unmittelbaren Wiederaufstieg aus der Serie B – alles andere als rund. Schlussendlich beendete man die Spielzeit auf dem dreizehnten von sechzehn Plätzen. Die Florentiner errangen lediglich 24 Zähler und hatten somit genau so viele Punkte geholt wie der auf dem fünfzehnten Platz liegende Verein AC Liguria. Dieser aber musste aufgrund eines gegenüber der Fiorentina und der auf dem vierzehnten Platz liegenden SSC Neapel schlechteren Torverhältnisses in die Serie B absteigen. Somit hatten die Florentiner nur glücklich den Klassenerhalt erreicht, weshalb sie bei der Coppa Italia 1939/40 als Außenseiter gehandelt wurden. Das erste Spiel bestritt die Fiorentina in der Weihnachtszeit des Jahres 1939, als man in der Runde der letzten 32 Mannschaften auf den Serie-C-Verein Cavagnaro traf. Die Viola konnte sich dabei problemlos mit 7:1 durchsetzen. Im Achtelfinale traf man auf die favorisierte AC Mailand. Da man sich in Mailand zunächst 1:1 getrennt hatte, musste das Spiel in Florenz wiederholt werden. Mit der Unterstützung der eigenen Fans im Rücken gewann die Fiorentina deutlich mit 5:0. Im Viertelfinale traf man mit Lazio Rom auf einen weiteren starken Gegner, doch auch hier gewannen die Florentiner zu Hause ziemlich deutlich mit 4:1. Somit erreichte der Verein zum zweiten Mal nach 1935/36 das Halbfinale der Coppa Italia und traf wie schon beim letzten Mal auf ein Team aus Turin. Juventus Turin wurde mit 3:0 besiegt. Somit kam es am 15. Juni 1940 in Florenz zum Finale zwischen der Fiorentina und dem CFC Genua. In der 26. Minute gelang Mario Celoria der einzige Treffer für die Viola. Somit konnte durch zum Teil überraschend deutliche Ergebnisse der erste Titelgewinn der noch jungen AC Florenz bejubelt werden.

### Der erste Scudetto – Montuori und die Ära Hamrin

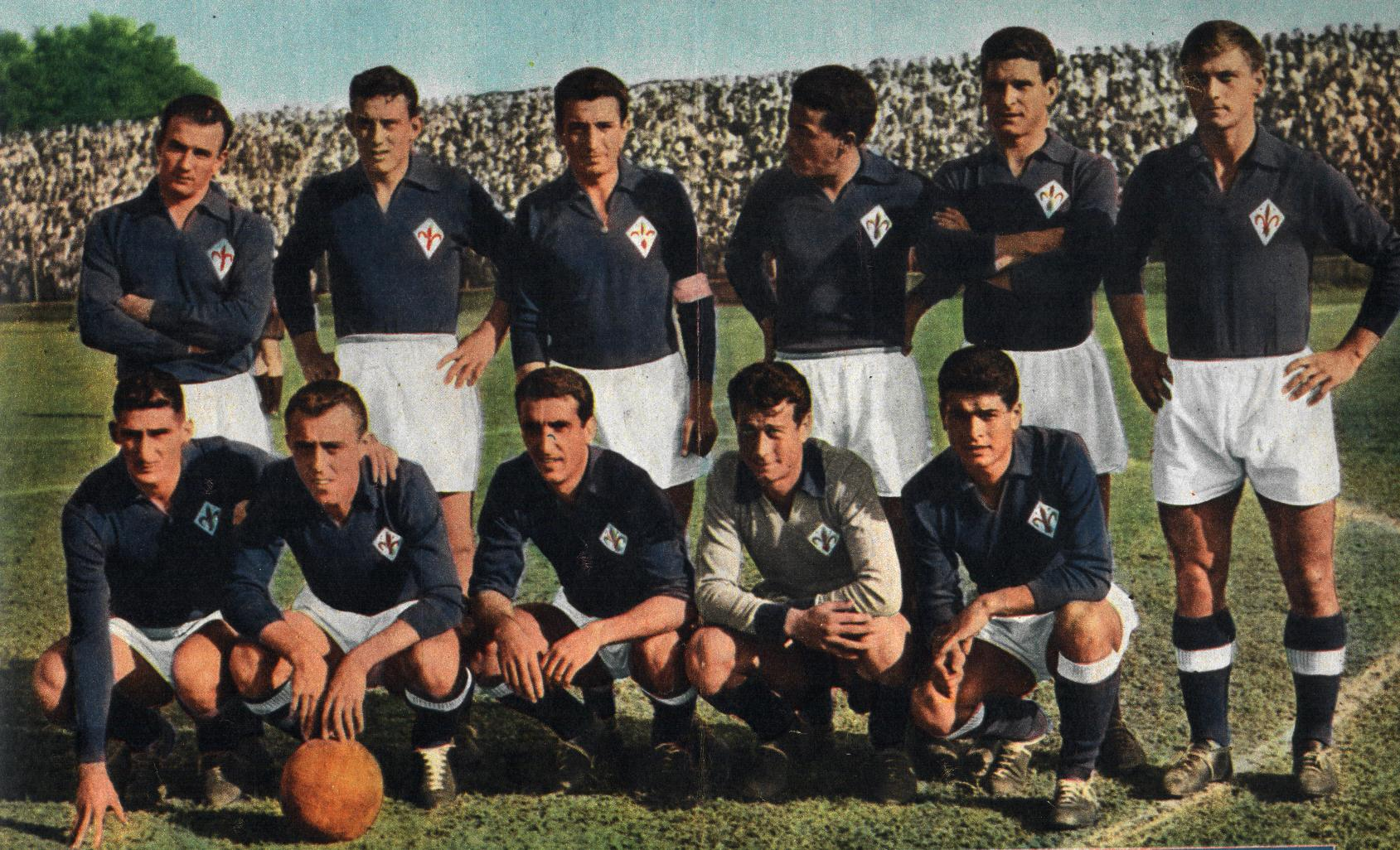
Die Meistermannschaft der ACF Fiorentina der Saison 1955/56

In der Saison 1955/56 konnten die Violetten ihren ersten Scudetto nach Florenz holen. Der damalige Präsident Enrico Befani (ein Industrieller) und der Trainer Fulvio Bernardini (genannt „Il Dottore“) konstruierten eine Spitzenmannschaft. Vor allem Miguel Ángel Montuori, ein argentinischer Stürmer mit italienischen Wurzeln, den man aus Chile verpflichtet hatte, und der brasilianische Nationalspieler Júlio Botelho – genannt Julinho – verbesserten das Offensivspiel der Fiorentina entscheidend und machten aus einer guten Mannschaft die beste italienische Mannschaft der Saison. Fulvio Bernardini hatte Julinho bereits während der Weltmeisterschaft 1954 in der Schweiz beobachtet und ihn als einen der besten rechten Flügelspieler der Welt eingestuft. Diese Mannschaft marschierte 33 Spieltage lang ungeschlagen durch die Serie A und leistete sich lediglich am letzten Spieltag eine 1:3-Niederlage beim CFC Genua.
Auch in den folgenden Jahren zählte die Fiorentina immer zu den besten italienischen Mannschaften, wie schon die auf den ersten Scudetto unmittelbar folgenden vier jeweils zweiten Plätze bis 1960 belegen.
1957 erreichte die AC Florenz das Endspiel des Europapokals der Landesmeister und verlor dies mit 0:2 gegen Real Madrid, das damals den europäischen Fußball dominierte.
Zur Saison 1958/59 wurde der schwedische Angreifer Kurt Hamrin verpflichtet, der bis 1967 für die Fiorentina stürmte und mit 151 Toren in 289 Spielen einen Vereinsrekord aufstellte, der erst Jahrzehnte später durch Gabriel Batistuta verbessert wurde.
In der Spielzeit 1960/61 gewann der Verein, nachdem man schon die Endspiele 1958 und 1960 knapp verloren hatte, erneut die Coppa Italia. Ebenfalls in diesem Jahr holte die Fiorentina den Europapokal der Pokalsieger im Endspiel gegen die Glasgow Rangers nach Florenz. Im Jahr darauf erreichte sie erneut das Finale des Europapokals der Pokalsieger, verpasste die Titelverteidigung aber gegen Atlético Madrid.
Eine dritte Coppa Italia konnte in der Saison 1965/66 gewonnen werden.

### Weitere Erfolge und allmählicher Niedergang

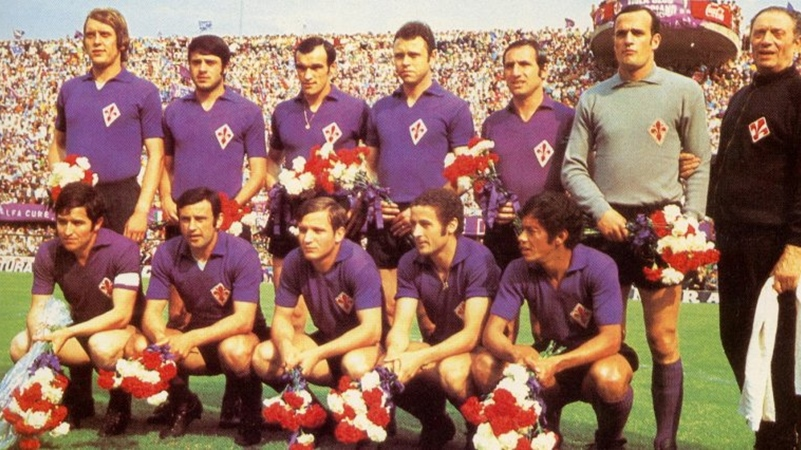
Meistermannschaft der Fiorentina im Jahr 1969

Die Saison 1968/69 endete mit dem völlig unerwarteten Gewinn des zweiten Scudetto. Nach dem Weggang wichtiger Spieler (darunter befand sich der italienische Nationaltorhüter Enrico Albertosi) war der Kader im Vorfeld eigentlich als nicht besonders stark eingeschätzt worden. Aber der Mannschaft um Trainer Bruno Pesaola gelang ein kleines Wunder: Der Verein wuchs über sich hinaus und wurde wie schon 1955/56 mit nur einem verlorenen Spiel (1:3-Heimniederlage am 5. Spieltag gegen den FC Bologna) und noch dazu ohne Auswärtsniederlage erneut Meister.
Eine vierte Coppa Italia erkämpfte sich die Fiorentina 1974/75. Im darauf folgenden Europapokal der Pokalsieger schied man allerdings schon in der zweiten Runde gegen den DDR-Pokalsieger Sachsenring Zwickau aus.
Die größten Zeiten des Vereins waren unwiderruflich vorbei. In den folgenden Jahren erreichte der Verein zwar fast immer noch einstellige Tabellenplätze, konnte jedoch keine großen Erfolge mehr erreichen und stieg nach vier unterdurchschnittlichen Jahren zum Ende der Saison 1992/93 in die Serie B ab.

### Die Ära Cecchi Gori und Batistuta
Wie die Meisterschaft von 1969 von kaum jemandem erwartet worden war, so überraschend kam auch der Abstieg 1993. Denn mit unter anderem Stefan Effenberg, Brian Laudrup, Francesco Baiano und nicht zuletzt Gabriel Batistuta verfügte die Mannschaft eigentlich über einen Kader mit sehr großem Potential, dem ein deutlich besseres Abschneiden als in den vorangegangenen Jahren zugetraut worden war.
1993 übernahm der Filmproduzent Vittorio Cecchi Gori als Präsident die Leitung des Vereins von seinem plötzlich verstorbenen Vater Mario Cecchi Gori. In seinen Methoden nicht unumstritten, besaß er den Ehrgeiz und die finanziellen Mittel, die Fiorentina wieder zu einer Spitzenmannschaft aufzubauen.
Der Kader der Abstiegsmannschaft von 1993 konnte unter dem neuen Trainer Claudio Ranieri in wesentlichen Bestandteilen in der Serie B gehalten und mit jungen Talenten abgerundet werden, so dass der Wiederaufstieg in der Saison 1993/94 auf Anhieb gelang.
In der folgenden Spielzeit wurde Gabriel Batistuta mit 26 Treffern Torschützenkönig der Serie A, und nicht zuletzt dadurch gelang es der Fiorentina, auf dem zehnten Platz die Klasse zu halten. Insgesamt erzielte Batistuta in seiner Zeit bei der ACF 168 Treffer (152 in der Serie A und 16 in der Serie B) und übertraf damit den alten Vereinsrekord von Kurt Hamrin. In der Saison 1995/96 gewann der Klub die fünfte Coppa Italia der Vereinsgeschichte, wobei man sich im Finale gegen Atalanta Bergamo mit 1:0 (zuhause in Florenz) und 2:0 (auswärts in Bergamo) durchgesetzt hatte. Dadurch qualifizierte sich die Fiorentina für die Supercoppa Italiana und traf in Mailand auf den frischgebackenen italienischen Meister AC Mailand. Gegen dieses Team hatte man während der Meisterschaft auswärts mit 1:3 verloren, und somit galt die AC Mailand in seinem eigenen Stadion als klarer Favorit. Jedoch konnte sich die AC Florenz mit 2:1 durchsetzen. Für die Tore der Viola war einmal mehr Gabriel Batistuta zuständig, der bereits während der Meisterschaft 19 Treffer erzielt hatte und in diesen Jahren zusammen mit dem Mittelfeldregisseur Rui Costa und dem Torhüter Francesco Toldo das Rückgrat der Mannschaft bildete.
Die folgenden Jahre waren durch Bemühungen gekennzeichnet, die Mannschaft weiter zu verstärken. Dies führte jedoch auch zu einigen überstürzten und überteuerten Fehleinkäufen und zu einer ruinösen Finanzpolitik, die sich später rächen sollte.
Der in der Vorsaison erreichte dritte Platz in der Meisterschaft berechtigte in der Spielzeit 1999/2000 jedoch erst einmal zur Teilnahme an der Champions League. 2000/01 wurde die sechste Coppa Italia nach Florenz geholt.

### Absturz und Renaissance
Ein erstes Menetekel war der Weggang Batistutas zur AS Rom nach der Saison 1999/2000. Im September 2000 traf der Verein in der 1. Runde des UEFA-Pokals auf den österreichischen Klub FC Tirol Innsbruck. Die Tiroler gewannen zu Hause mit 3:1 und erreichten im Rückspiel ein 2:2-Unentschieden. Für Fiorentina fielen somit in der laufenden Saison 2000/01 die einkalkulierten Einnahmen aus dem internationalen Wettbewerb weg. Damit war der Weg in die finanzielle Pleite vorgezeichnet.
Erhebliche Probleme tauchten dann, nicht ganz unerwartet, Mitte 2001 auf, als Spielergehälter nicht mehr gezahlt werden konnten und die Verbindlichkeiten in Höhe von 50 Millionen US-Dollar zu bedienen. Vittorio Cecchi Gori bemühte sich zwar, weiteres Geld in den Verein zu investieren, konnte aber keine ausreichende finanzielle Basis mehr schaffen. Gori wurde von großen Teilen der Tifosi der Vorwurf gemacht, die Krise verschuldet zu haben, was am 18. April 2002 in einer Demonstration gegen den Präsidenten mit 30.000 Teilnehmern in Florenz gipfelte. Zum Abschluss der Meisterschaft belegte die AC Florenz einen Abstiegsrang. Dem Verein wurde am Ende der Saison die Lizenz entzogen, und er wurde unter Zwangsverwaltung gestellt. Wegen der Insolvenz durfte der Klub auch in der Serie B nicht antreten. Schließlich wurde der Verein im August 2002 unter dem Namen Florentia Viola mit Unterstützung der Stadtverwaltung neu aufgestellt. Der neue Besitzer und Schuhfabrikant Diego Della Valle erreichte, dass der Klub für die Teilnahme an der Serie C2 zugelassen wurde, obwohl diese Einstufung im Reglement ursprünglich nicht vorgesehen war und die Bestimmungen sogar den Fall ins Amateurlager vorgeschrieben hätten.
Souverän gelang es, die Serie C2 zu dominieren. Torschützenkönig wurde Christian Riganò mit 30 Treffern, der Aufstieg in die Serie C1 war damit sichergestellt. Mit dem Rückkauf des ursprünglichen Florentiner Vereinsnamens – und der damit verbundenen Titel – als ACF Fiorentina durch Della Valle durfte der Verein dann jedoch unmittelbar in der Serie B antreten, ohne die Serie C1 durchlaufen zu müssen. Der italienische Fußballverband hatte in einer umstrittenen Entscheidung die Zahl der Teams in der Serie B von 20 auf 24 erhöht, so dass keine Hindernisse mehr im Weg standen. Dennoch löste der doppelte Aufstieg erhebliche Kontroversen aus, da vor allem kleinere Vereine aus der Serie B in dieser sportpolitisch motivierten Bevorzugung von Klubs mit großer Anhängerschaft eine Wettbewerbsverzerrung sahen. Auch für die Fiorentina selbst war die Entscheidung nicht ganz unproblematisch, da zu diesem Zeitpunkt Kaderbildung und Saisonvorbereitung für die Serie C1 im Grunde schon abgeschlossen waren und man nun entsprechend „nachrüsten“ musste.

Feuerwerk in der Curva Fiesole anlässlich des Spareggio um den Wiederaufstieg in die Serie A am 20. Juni 2004

Mit viel Improvisationstalent gelang es Trainer und Vereinsführung aber, eine schlagkräftige Truppe für die Serie B zu formieren und in der Saison 2003/04, wieder auch dank der zahlreichen Treffer Riganòs, den sechsten Tabellenplatz zu erreichen, der zur Relegation gegen den Tabellenfünfzehnten der Serie A berechtigte. Die Relegation selbst, gegen die AC Perugia, gewannen die Violetten mit insgesamt 2:1 (Hinspiel in Perugia 1:0, Rückspiel in Florenz 1:1). Damit kehrte man wieder in die höchste italienische Spielklasse zurück, in der man in der Saison 2004/05 am letzten Spieltag den Klassenerhalt sichern konnte.
Die Saison 2005/06 beendete Florenz überraschend mit dem vierten Platz der Serie A und der damit verbundenen Champions-League-Qualifikation, nicht zuletzt dank eines überragenden Torjägers Luca Toni, der mit 31 Treffern Torschützenkönig der Serie A wurde.

### Entwicklung seit 2005

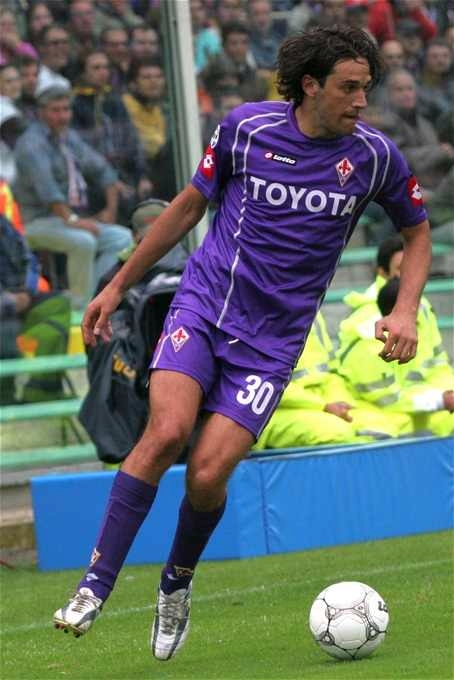
Luca Toni, Torschützenkönig der Serie A Saison 2005/06

Nach dem Saisonende geriet die Fiorentina mit in den Strudel des italienischen Fußball-Skandals um Juventus Turin. Diego Della Valle und sein Bruder Andrea hatten zwar lange Zeit dem System Moggi widerstanden, sich aber schließlich in der Saison 2004/05 doch damit arrangiert, um einen damals drohenden sportlichen Abstieg zu verhindern. Per Gerichtsbeschluss wurde die Fiorentina, nachdem in der ersten Verhandlung bereits ein Zwangsabstieg in die Serie B verkündet worden war, in der Berufungsverhandlung am 25. Juli 2006 zu einem Abzug von 19 Punkten für die kommende Saison verurteilt, durfte aber in der Serie A verbleiben. Des Weiteren konnte in der Saison 2006/2007 keine Teilnahme an internationalen Wettbewerben erfolgen, da für die vergangene Saison rückwirkend ein weiterer Punktabzug von 30 Punkten vorgenommen wurde. Ferner durften die Brüder Andrea und Diego Della Valle drei Jahre bzw. drei Jahre und neun Monate lang keine offiziellen Funktionen im italienischen Fußball ausüben. Am 27. Oktober 2006 reduzierte das Schiedsgericht des italienischen Nationalen Olympischen Komitees (CONI) als letzte Berufungsinstanz den Punkteabzug für die laufende Saison von 19 auf 15 Punkte.
Entsprechend düster erschienen die Aussichten auf die Saison 2006/07. Es gelang jedoch, den zwischenzeitlich abwanderungswilligen Luca Toni an die Fiorentina zu binden, und der erfahrene Coach Cesare Prandelli, der schon in der vergangenen Saison hervorragende Arbeit in Florenz geleistet hatte, nahm mit einem hoch motivierten Team die Aufgabe in Angriff. Bereits am 8. Spieltag wurde der Punkteabzug mit einem 1:0-Auswärtssieg beim FC Turin ausgeglichen, und am 15. Spieltag, nach einem weiteren 1:0-Auswärtssieg, diesmal bei Chievo Verona, verließ die Fiorentina die Abstiegsplätze.
Anfang Dezember 2006 wurde Cesare Prandelli zu Italiens „Trainer des Jahres“ gekürt. Zum Ende der Hinspielrunde, am 14. Januar 2007, befand sich die Fiorentina auf einem gesicherten 14. Tabellenplatz mit Anschluss ans Tabellenmittelfeld und sieben Punkten Abstand zur Abstiegszone. Ohne den Strafabzug von 15 Punkten wäre der Verein zu diesem Zeitpunkt Tabellenvierter gewesen. Zum Ende der Saison, nach einem 5:1-Heimsieg über Sampdoria Genua am letzten Spieltag, belegte Florenz einen zur Teilnahme am UEFA-Cup berechtigenden fünften Platz. Mit nur 31 Gegentreffern in 38 Spielen verfügte die Fiorentina dabei über die stabilste Abwehr der gesamten Liga. Ohne den Strafabzug wäre der Verein Tabellendritter geworden.
Nach dem Fortgang Luca Tonis zum FC Bayern München blieb die Fiorentina in der Saison 2007/08 ganz knapp hinter den Erwartungen zurück, die allerdings auch recht hoch gesteckt gewesen waren. Immerhin wurde im nationalen Pokal das Viertelfinale (1:2 und 1:2 gegen Lazio Rom) und im UEFA-Pokal gar das Halbfinale (0:0 und 2:4 i. E. gegen die Glasgow Rangers) erreicht. Der vierte Platz in der Serie A schließlich berechtigte zum Einzug in die Qualifikationsrunde der Champions League. Dort erreichte man nach einem 2:0 im Heimspiel und einem 0:0 im Rückspiel gegen Slavia Prag die Gruppenphase. Auch in der folgenden Saison 2008/09 blieb die Fiorentina, nicht zuletzt bedingt durch Verletzungspech, hinter den hochgesteckten Erwartungen ihrer Fans zurück. Zwar wurde wieder der vierte Platz in der Serie A erreicht, auf der anderen Seite wurden die Anhänger durch ein frühes Ausscheiden in der Coppa Italia, ein Ausscheiden schon in der Qualifikationsrunde der Champions League und ein Scheitern gegen Ajax Amsterdam in der Zwischenrunde des UEFA-Pokals enttäuscht.
Am 24. September 2009 trat Präsident Andrea Della Valle von seinem Amt zurück, nachdem er zuvor aus Fankreisen wegen seiner Transferpolitik kritisiert worden war. Insbesondere wurde ihm vorgeworfen, den zum Erzrivalen Juventus Turin abgewanderten Felipe Melo nicht angemessen ersetzt zu haben. Im Gegensatz zu den Fans erklärten sich Mannschaft und Trainer geschlossen solidarisch zu dem zurückgetretenen Della Valle. Wenn auch danach in der Serie A noch nicht alles rund lief, so erlangte man in der Champions League mit 15 Punkten den Gruppensieg in einer verhältnismäßig schwierigen Gruppe mit Olympique Lyon, dem FC Liverpool und Debreceni Vasutas. Im Achtelfinale musste man sich aufgrund der Auswärtstorregel dem FC Bayern München geschlagen geben (1:2 a; 3:2 h). Auch in der Coppa Italia war Fiorentina voll dabei und scheiterte erst im Halbfinale nach doppelter 0:1-Niederlage an Inter Mailand.
In den darauffolgenden Spielzeiten lagen die Viola bei ihren Erwartungen deutlich zurück. In der Spielzeit 2010/11 erreichte man nur Platz neun, 2011/12 reichte es sogar nur für den 13. Platz. Ab der Saison 2012/13 ging es leistungstechnisch wieder aufwärts. Fiorentina erreichte hierbei das Viertelfinale der Coppa Italia. Dort verlor man nach Verlängerung mit 0:1 gegen die AS Rom, wobei es auch drei Platzverweise gab.
Am Ende der Spielzeit stand die Fiorentina auf Platz vier der Serie A und durfte daher an der Qualifikation zur UEFA Europa League 2013/14 teilnehmen. Im Playoff-Hinspiel schlug man den Grasshopper Club Zürich mit 2:1, das Rückspiel gewannen die Schweizer mit 1:0. Aufgrund der Auswärtstorregel stiegen die Viola in die Gruppenphase ein, in der die Fiorentina in Gruppe E gegen den FK Dnipro, den FC Paços de Ferreira und Pandurii Târgu Jiu mit 16 Punkten den Gruppensieg erlangte. Im Sechzehntelfinale traf man auf den Esbjerg fB, den man im Hinspiel auswärts mit 3:1 schlug, das Rückspiel endete mit 1:1 unentschieden. Im Achtelfinale kam es zum italienischen Duell gegen Juventus Turin. Das Hinspiel in der piemontesischen Hauptstadt endete mit 1:1. Anschließend verlor die Fiorentina zuhause mit 0:1. In weiterer Folge verloren die Viola auch das Finale der Coppa Italia gegen die SSC Neapel. Auch diese Saison beendete man auf Platz vier.
Die AC Fiorentina durfte diesmal direkt an der Europa League teilnehmen. Erneut war die zugeloste Gruppe verhältnismäßig einfach. In Gruppe K brachte die Fiorentina gegen EA Guingamp, PAOK Thessaloniki und Dinamo Minsk erneut den Gruppensieg ein, diesmal mit 13 Punkten. Die K.O.-Runde sollte diesmal um einiges besser verlaufen als in der Vorsaison. Gegen Tottenham Hotspur (1:1 a; 2:0 h), die AS Rom (1:1 h; 3:0 a) und Dynamo Kiew (1:1 a; 2:0 h) setzte man sich jeweils durch. Erst im Halbfinale unterlag man dem späteren Sieger FC Sevilla deutlich (0:3 a; 0:2 h). Ebenso im Halbfinale Schluss war in der Coppa Italia. Nach einem 2:1-Auswärtssieg der Fiorentiner zog der spätere Titelträger Juventus mit einem 3:0 im Rückspiel ins Finale ein. Kurios ist hierbei die Tatsache, dass auch die SSC Neapel – gegen den die Fiorentina in der Vorsaison im Cup-Finale verlor – in beiden Wettbewerben im Halbfinale ausgeschieden war. Zum dritten Mal in Folge belegte Fiorentina den vierten Platz in der Serie A.
Im Juni 2015 wurde der Portugiese Paulo Sousa Trainer der AC Florenz. Erneut nahmen die Viola an der Europa League teil und erreichten in Gruppe I gegen den FC Basel, Lech Posen und Belenenses Lissabon mit zehn Punkte den zweiten Gruppenplatz. In der Coppa Italia scheiterte die Fiorentina überraschend im Achtelfinale mit 0:1 am FC Carpi, der in dieser Saison in der Serie A spielte. Im Sechzehntelfinale der Europa League traf man wiederum auf Tottenham. Diesmal setzte sich der Klub aus London nach einem 1:1 im Hinspiel im Rückspiel mit 3:0 durch. Die Serie A beendete die Viola auf Platz fünf.
In der Saison 2016/17 trat die Fiorentina zum vierten Mal in Folge an der Europa League an. Man wurde in Gruppe J gegen PAOK Thessaloniki, Qarabağ Ağdam und Slovan Liberec mit 13 Punkten Gruppensieger. Im Viertelfinale der Coppa Italia verlor man mit 0:1 gegen die SSC Neapel. Gegner im Sechzehntelfinale der Europa League war Borussia Mönchengladbach. Das Hinspiel endete mit einem 1:0-Auswärtssieg für Florenz. Nachdem man im Rückspiel mit 2:0 geführt hatte, drehte Gladbach das Spiel, siegte mit 4:2 und zog ins Viertelfinale ein. Zum Ende der Saison 2016/17 endete Sousas Engagement in Florenz, sein Nachfolger wurde Stefano Pioli.
In der Liga konnte die AC Florenz unter Pioli nicht an die vorherigen Leistungen anknüpfen. Nach zweimaligem achten Platz musste der Klub in der Saison 2018/19 sogar um den Klassenerhalt bangen. Nachdem man am 24. Spieltag SPAL Ferrara auswärts mit 4:1 geschlagen hatte, gewann man bis Saisonende kein einziges Spiel mehr. Die Fiorentina beendete die Saison letztendlich auf Platz 16, nur drei Punkte vom ersten Abstiegsplatz entfernt. In der Coppa Italia schied man im Halbfinale gegen Atalanta Bergamo aus. Nachdem das Hinspiel mit 3:3 geendet hatte, verlor die Fiorentina das Rückspiel mit 1:2. Aufgrund der schwachen Leistungen der Mannschaft wurde Stefano Pioli im April 2019 von Vincenzo Montella als Trainer der AC Florenz abgelöst.
Im Juni 2019 wurde der italo-amerikanische Unternehmer Rocco Commisso neuer Eigentümer des Klubs. Der Kaufpreis soll rund 200 Mio. Euro betragen haben und der Kauf zog sich über ein Jahr hin. Zuvor hatte Commisso versucht, die AC Mailand zu übernehmen, die zu diesem Zeitpunkt ebenfalls in einer Krise war. Die Serie A 2019/20 beendete die Fiorentina auf Platz zehn, Montella war bereits im Dezember 2019 durch Giuseppe Iachini als Fiorentina-Trainer abgelöst worden. In der Coppa Italia erreichte man das Viertelfinale, wo man mit 1:2 an Inter Mailand scheiterte. In der anschließenden Saison 2020/21 musste sich die AC Florenz in der Coppa Italia erneut mit 1:2 gegen Inter Mailand geschlagen geben, diesmal im Achtelfinale. Die Liga beendete Fiorentina auf einem enttäuschenden 13. Platz. Giuseppe Iachini wurde im November 2020 durch Cesare Prandelli ersetzt und beerbte seinen Nachfolger bereits weniger als fünf Monate später, um wiederum Trainer der Fiorentina zu werden.
Zur Saison 2021/22 wurde Vincenzo Italiano Trainer bei der AC Florenz. Unter Italiano stießen die Viola in der Coppa Italia bis ins Halbfinale vor, wo man mit 0:1 und 0:2 gegen Juventus Turin verlor. Die Liga wurde auf dem siebten Platz beendet, was der besten Platzierung seit der Saison 2015/16 entspricht.
Mit dem siebten Platz erreichten die Fiorentiner die Qualifikation zur UEFA Europa Conference League 2022/23. In der Playoff-Runde behauptete man sich gegen den FC Twente Enschede (2:1 h; 0:0 a) und wurde der Gruppe A zugelost. Dort traf man auf den Istanbul Başakşehir FK, Heart of Midlothian und den FK RFS. Die Fiorentina beendete die Gruppenphase punktgleich mit Istanbul – aber aufgrund der schlechteren Tordifferenz – auf dem zweiten Platz. Im Sechzehntelfinale setzte man sich mit zwei Siegen gegen Sporting Braga durch (4:0 a; 3:2 h). Anschließend besiegte man im Achtelfinale Sivasspor (1:0 h; 4:1 a). Im Viertelfinale gegen Lech Posen gab es im Hinspiel einen 4:1-Sieg und im Rückspiel eine 2:3-Heimniederlage. Im Halbfinale gegen den FC Basel setzte man sich nach einer 1:2-Hinspielniederlage mit 3:1 im Rückspiel durch. Neben dem Finale der Europa Conference League erreichten die Viola auch das Endspiel in der Coppa Italia. Beide Endspiele verlor die AC Florenz jeweils mit 1:2. Italienischer Pokalsieger wurde Inter Mailand, in der Conference League unterlag man in Finale in der Fortuna Arena in Prag West Ham United. In der Serie A wurde der achte Platz erreicht.
Da dem siebtplatzierten Juventus aufgrund eines finanziellen Euphemismus zehn Punkte abgezogen und die Teilnahme an allen europäischen Wettbewerben entzogen worden war, rückte Fiorentina als Achtplatzierter in die Qualifikation zur UEFA Europa Conference League 2023/24 nach. Dort traf man – weiterhin trainiert von Vincenzo Italiano – auf den SK Rapid Wien, gegen den man im Hinspiel mit 0:1 verlor. Das Rückspiel in Florenz entschieden die Italiener mit 2:0 für sich. In Gruppe F traf die AC Florenz auf Ferencváros Budapest, den KRC Genk und den FK Čukarički und wurde mit zwölf Punkten wurde Gruppensieger. Weiterhin nahm der Klub an der ersten Supercoppa in Italien, die mit vier Mannschaften ausgetragen wurde und verlor dort bereits im Halbfinale mit 0:3 gegen die SSC Neapel. In weiterer Folge nahm Florenz an der K.O.-Runde der Europa Conference League teil. Als Gruppensieger hatte man das Sechzehntelfinale übersprungen und traf im Achtelfinale auf Maccabi Haifa. Nach einem 4:3-Sieg im Hinspiel endete das Rückspiel mit 1:1 unentschieden. Gegen Viktoria Pilsen wurde das Viertelfinale eine schwere Angelegenheit. Beide Spiele endeten nach regulärer Spielzeit mit 0:0, erst nach Verlängerung gewannen die Italiener mit 2:0. Im Halbfinale besiegte man den FC Brügge im Hinspiel knapp mit 3:2. Das Rückspiel endete mit einem 1:1 unentschieden. Die AC Florenz erreichte somit zum zweiten Mal in Folge das Finale der Europa Conference League. Dort traf man auf Olympiakos Piräus, das in der Verlängerung mit 1:0 gewann. Zwischenzeitlich verloren die Viola im Halbfinale der Coppa Italia gegen Atalanta Bergamo. Nachdem das Hinspiel noch mit 1:0 für sich entschieden wurde, kassierte man eine 1:4-Niederlage im Rückspiel.

## Spiel- und Trainingsstätten

### Stadion

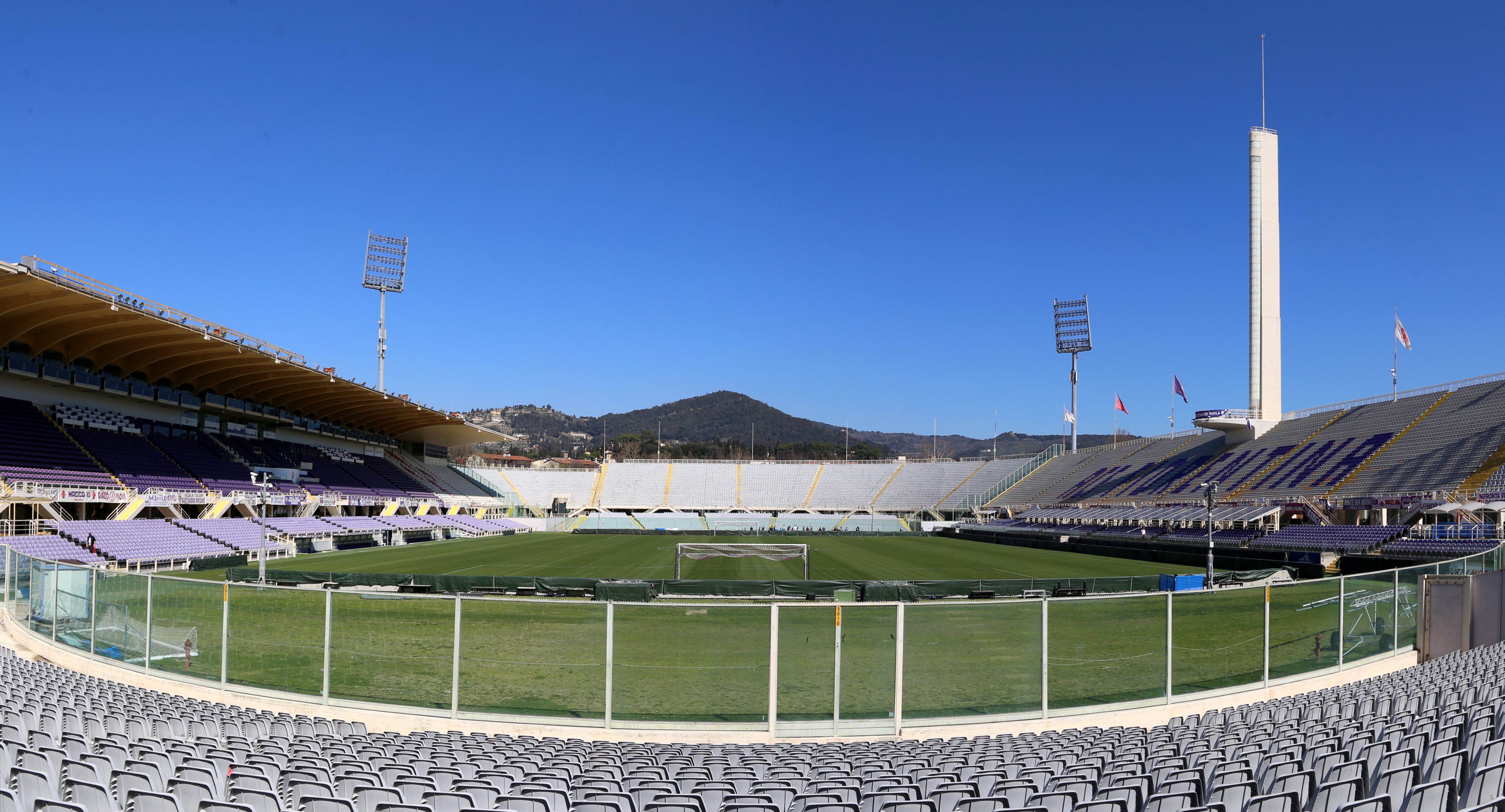
Stadio Artemio Franchi

Erste Spielstätte war von 1926 bis 1931 das Stadio Velodromo Libertas. Seit 1931 trägt die ACF Fiorentina ihre Heimspiele im Stadio Artemio Franchi aus. Das reine Fußballstadion mit rund 43.000 Plätzen wurde auf Anordnung des ersten Vereinspräsidenten Luigi Ridolfi von 1930 bis 1931 im heutigen Stadtteil Campo di Marte erbaut und diente seither auch als eine der Austragungsstätten der Fußball-Weltmeisterschaft 1934 und 1990, der Fußball-Europameisterschaft 1968 und des Finalspiels des Europapokal der Pokalsieger 1960/61.

## Weiteres

### Fans und Anhänger

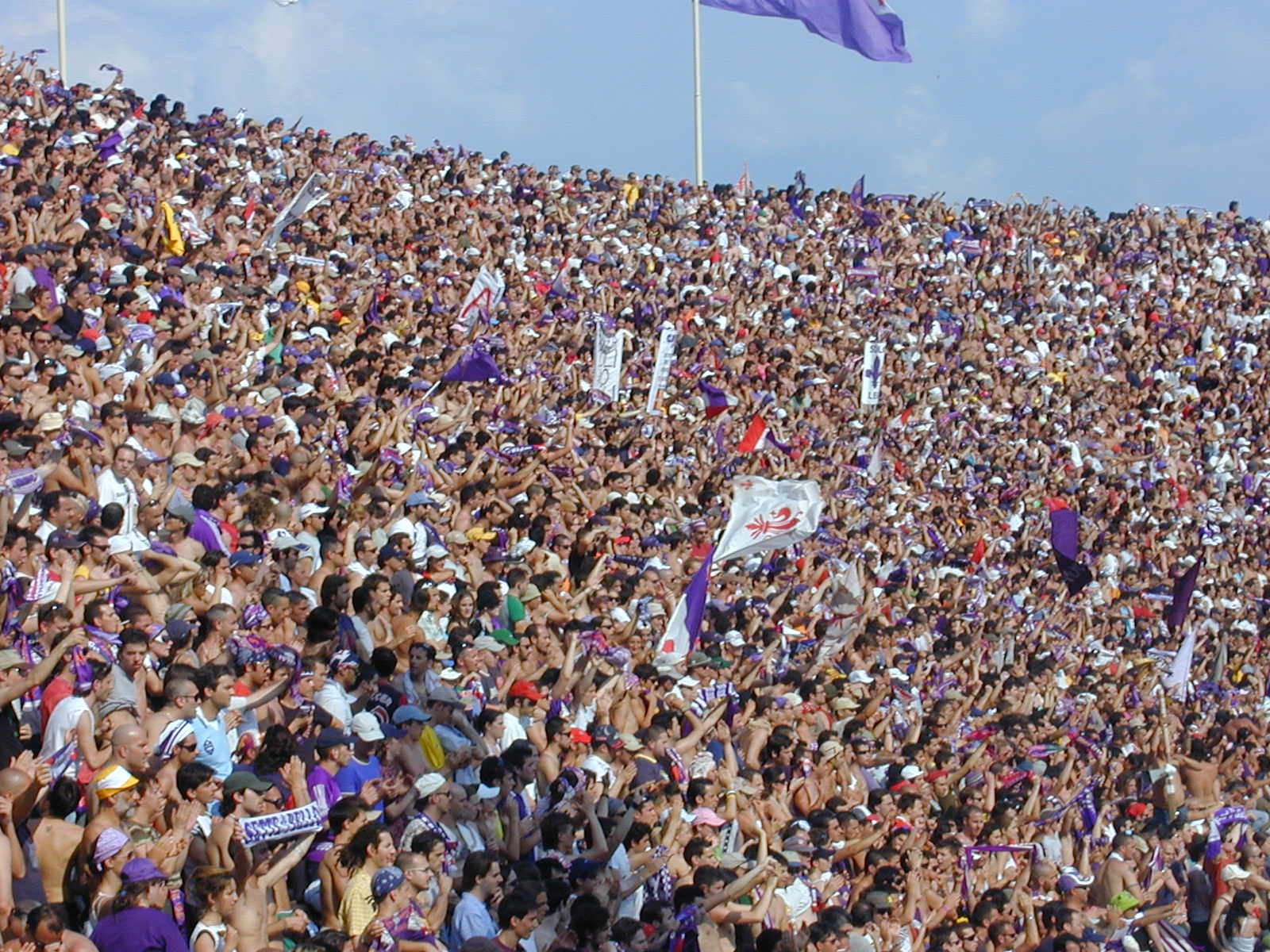
Tifosi der Fiorentina im Stadio Artemio Franchi

Der Verein ist in der Stadt Florenz wie auch in der Toskana und in vielen Teilen der Welt deren wichtigster fußballerischer Vertreter, da die AC Florenz aufgrund ihrer Kontinuität in der Serie A zweifellos ist, fest verwurzelt und zahlreiche Anhänger hat. Diese Bindung manifestiert sich nicht zuletzt in einem hohen Anteil an Dauerkartenbesitzern. Selbst als die Fiorentina während der Saison 2002/03 unter dem Namen Florentia Viola in der viertklassigen Serie C2 (entsprechend der deutschen Regionalliga) spielte, gab es 16.648 abbonati, in der Erfolgssaison 1996/97 betrug die Anzahl verkaufter Dauerkarten stolze 32.620.
Die fanatischsten Tifosi, die Ultras, finden sich bei den Heimspielen in der innerhalb Italiens Fußballszene berühmten Curva Fiesole des Stadio Artemio Franchi ein, wo bei Spitzenspielen mitunter fast schon als künstlerisch wertvoll zu bezeichnende Choreographien und Feuerwerke inszeniert werden. Über Italien hinaus bekannt wurde das von den Tifosi dargestellte „lebende Bild“ der Skyline der Stadt mit ihren Monumenten anlässlich der Partie gegen Juve in der Saison 1990/91.
Koordiniert werden die Fan-Tätigkeiten von der Associazione Centro Coordinamento Viola Club (ACCVC) und der rivalisierenden Associazione Tifosi Fiorentini (ATF), es existieren aber auch unabhängige Klubs, deren bedeutendster und einflussreichster das Collettivo Autonomo Viola (CAV) sein dürfte. Insgesamt gibt es 282 eingetragene Viola-Clubs mit ca. 20.000 Mitgliedern. Schwerpunktmäßig natürlich in Florenz und in der Toskana, aber auch im übrigen Italien und im Ausland sind Fan-Clubs registriert. So gibt es drei Clubs in den USA, je zwei Clubs in Frankreich, England und Afrika und je einen in Spanien, der
Schweiz, Rumänien, Albanien, Russland, Malta, Japan, China und Neuseeland (Stand 2004).
Die Clubs, auch wenn sie sich untereinander nicht alle mögen, sind sich einig in dem unbedingten Bemühen, „ihre“ Fiorentina nach Kräften zu unterstützen. Zudem stellen die Ultras des Vereines eine der wichtigsten linken Fan-Gruppierungen dar. Und einig ist man sich in der Haltung gegenüber dem alten „Erzfeind“ Juventus, einer Haltung die in der Vergangenheit nicht selten auch zu gewalttätigen Auseinandersetzungen zwischen den Anhängern beider Vereine bei direkten Begegnungen geführt hat. Fanfreundschaften werden hingegen mit den Anhängern von Hellas Verona sowie des FC Turin gepflegt, und auch mit den Fans des nicht weit von Florenz entfernt beheimateten AS Livorno kommt man gut aus.

### Ausrüster und Sponsoren
Ausrüster ist seit 2020 der italienische Sportartikelhersteller Kappa, der Vertrag läuft bis 2026.
1981 schloss die Fiorentina einen Werbevertrag mit J.D.Farrow’s, die ihren Schriftzug auf den Trikots platzierten. Es folgten Opel (1983–1986), Crodino (1986–1989), La Nazione (1989–1991), Giocheria (1991–1992), 7 Up (1992–1994), Sammontana (1994–1997), Nintendo (1997–2000), Toyota (2000–2002), Fondiaria-Sai (2002–2004), Toyota (2004–2010), Save the Children (2010–2011), Mazda (2011–2014), Volkswagen und Save the Children (2014–2016), Vorwerk Foletto und Save the Children (2016–2019) sowie Mediacom (2019–).

### Vereinsfarben und -wappen
Die ACF Fiorentina trug bis 1928 weiß-rote Trikots. Die charakteristische violette Spielerbekleidung wurde erstmals 1928 getragen. Das Auswärtstrikot wird traditionell meist in weiß gehalten.
Das heutige Vereinswappen in Form einer Raute mit violetter Umrandung kombiniert die Farben des Vereins und das Wappen der Stadt Florenz, es zeigt eine rote Lilie auf weißem Hintergrund im oberen und den stilisierten Buchstaben V für La Viola im unteren Teil.

Die rote Lilie der Stadt Florenz war sogleich das Vereinsemblem 1926.
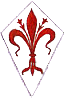
1920er und 1930er
1970er
1990er
1992–2022
Seit 2022

### Wissenswertes
- Die AC Florenz war 1957 die erste italienische Mannschaft, die in ein Finale des Europapokals der Landesmeister einzog, unterlag aber im Estadio Santiago Bernabéu der großen Mannschaft jener Epoche, Real Madrid mit 0:2.
- Die Fiorentina gewann im Jahre 1961 den erstmals ausgetragenen Europapokal der Pokalsieger und setzte sich dabei im Endspiel gegen die favorisierten Glasgow Rangers durch.
- Die Fiorentina ist die einzige italienische Vereinsmannschaft, der es gelang gegen einen englischen Verein im alten Wembley-Stadion zu gewinnen. 1999 besiegte die „Viola“ den FC Arsenal, der nach Wembley ausgewichen war. Da das Wembley-Stadion kurz darauf abgerissen wurde, ist der Fiorentina dieser Rekord nicht mehr zu nehmen.
- Man vermutet, dass die Vereinsfarben der Fiorentina per Zufall entstanden sind. Nachdem die Trikots ursprünglich weiß-rot gefärbt waren, verfärbten sich diese – nach einer Legende – violett, als sie in einem Fluss, wohl dem Arno, gewaschen worden waren.
- Die offizielle Vereinshymne ist auch heute noch der Inno della Fiorentina (deutsch: „Hymne der Fiorentina“) in der Interpretation von Narciso Parigi aus den 1950er-Jahren.
- Luca Toni gewann während seiner Zeit bei der AC Florenz als erster Italiener und als erster Spieler der Serie A den Goldenen Schuh der UEFA.
- Die Fiorentina ist die erste Mannschaft, die sich für Endspiele aller vier europäischen Wettbewerbe mindestens einmal qualifizierte (UEFA Champions League/Europapokal der Landesmeister, Europapokal der Pokalsieger, UEFA-Pokal/UEFA Europa League und UEFA Europa Conference League).

## Daten und Fakten

### Vereinserfolge
| National                         | Titel | Saison                                               |
| -------------------------------- | ----- | ---------------------------------------------------- |
| Italienische Meisterschaft       | 2     | 1955/56, 1968/69                                     |
| Italienischer Pokal              | 6     | 1939/40, 1960/61, 1965/66, 1974/75, 1995/96, 2000/01 |
| Italienischer Supercup           | 1     | 1996                                                 |
| International                    | Titel | Saison                                               |
| Europapokal der Pokalsieger      | 1     | 1960/61                                              |
| Mitropacup                       | 1     | 1966                                                 |
| Englisch-italienischer Ligapokal | 1     | 1975/76                                              |
| Coppa delle Alpi                 | 1     | 1989                                                 |
| Coppa Grasshoppers               | 1     | 1957                                                 |

Erfolge der Jugendmannschaften

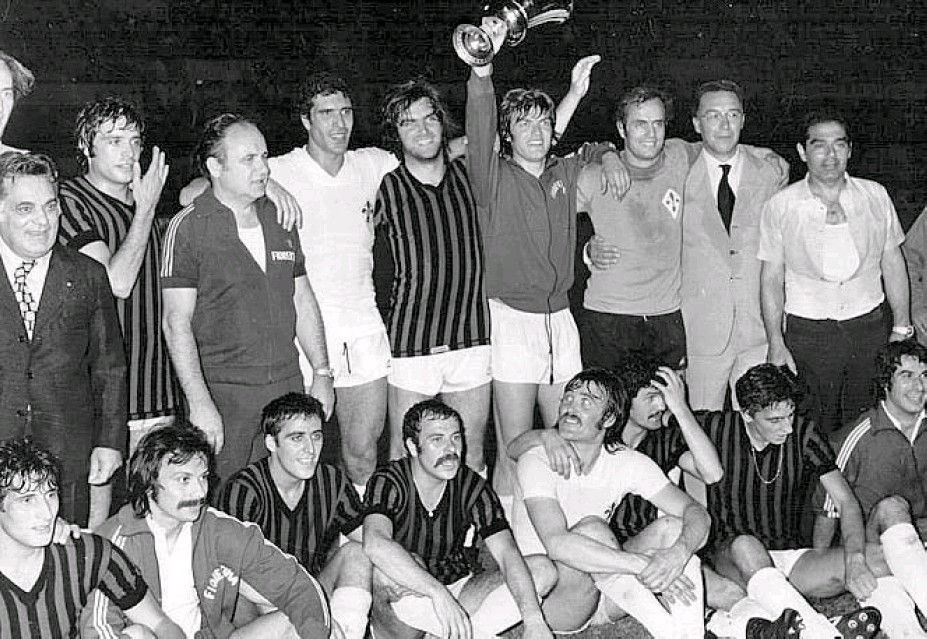
Die Mannschaft der Fiorentina feiert den Gewinn der Coppa Italia 1975

- Campionato Primavera 1: (3) 1970/71, 1979/80, 1982/83
- Coppa Italia Primavera: (8) 1979/80, 1995/96, 2010/11, 2018/19, 2019/20, 2020/21, 2021/22, 2023/24
- Allievi Nazionali: (4) 1967/68, 1969/70, 1985/86, 1988/89
- Torneo di Viareggio: (8) 1966, 1973, 1974, 1978, 1979, 1982, 1988, 1992

### Kader der Saison 2024/25
Stand: 27. Mai 2025
| Nr.               | Nat.        | Name                | Geburtsdatum       | Im Verein seit | Vertrag bis |
| Torhüter          | Torhüter    | Torhüter            | Torhüter           | Torhüter       | Torhüter    |
| ----------------- | ----------- | ------------------- | ------------------ | -------------- | ----------- |
| 01                | Italien     | Pietro Terracciano  | 8. März 1990       | 2019           | 2026        |
| 30                | Italien     | Tommaso Martinelli  | 6. Januar 2006     | 2023           | 2029        |
| 43                | Spanien     | David de Gea        | 7. November 1990   | 2024           | 2025        |
| Abwehrspieler     |             |                     |                    |                |             |
| 02                | Brasilien   | Dodô                | 17. November 1998  | 2022           | 2027        |
| 05                | Kroatien    | Marin Pongračić     | 11. September 1997 | 2024           | 2029        |
| 06                | Italien     | Luca Ranieri        | 23. April 1999     | 2018           | 2028        |
| 15                | Italien     | Pietro Comuzzo      | 20. Februar 2005   | 2021           | 2029        |
| 18                | Spanien     | Pablo Marí          | 31. August 1993    | 2025           | 2027        |
| 21                | Deutschland | Robin Gosens        | 5. Juli 1994       | 2024           | 2025        |
| 22                | Argentinien | Matías Moreno       | 24. September 2003 | 2024           | 2029        |
| 65                | Italien     | Fabiano Parisi      | 9. November 2000   | 2023           | 2028        |
| Mittelfeldspieler |             |                     |                    |                |             |
| 04                | Italien     | Edoardo Bove        | 16. Mai 2002       | 2024           | 2025        |
| 08                | Italien     | Rolando Mandragora  | 29. Juni 1997      | 2022           | 2026        |
| 24                | Marokko     | Amir Richardson     | 24. Januar 2002    | 2024           | 2029        |
| 27                | Italien     | Cher Ndour          | 27. Juli 2004      | 2025           | 2029        |
| 29                | Frankreich  | Yacine Adli         | 29. Juli 2000      | 2024           | 2025        |
| 32                | Italien     | Danilo Cataldi      | 6. August 1994     | 2024           | 2025        |
| 44                | Italien     | Nicolò Fagioli      | 12. Februar 2001   | 2025           | 2025        |
| 90                | Italien     | Michael Folorunsho  | 7. Februar 1998    | 2025           | 2025        |
| Stürmer           |             |                     |                    |                |             |
| 09                | Argentinien | Lucas Beltrán       | 29. März 2001      | 2023           | 2028        |
| 10                | Island      | Albert Guðmundsson  | 15. Juni 1997      | 2024           | 2025        |
| 17                | Italien     | Nicolò Zaniolo      | 2. Juli 1999       | 2025           | 2025        |
| 20                | Italien     | Moise Kean          | 28. Februar 2000   | 2024           | 2029        |
| 23                | Italien     | Andrea Colpani      | 11. Mai 1999       | 2024           | 2025        |
|                   | Italien     | Maat Daniel Caprini | 11. Februar 2006   | 2025           | 2027        |

### Ehemalige Spieler
- Italo Acconcia
- Adriano
- Enrico Albertosi
- Marcos Alonso
- Amaral
- Amarildo
- Amauri
- Alberto Aquilani
- Massimo Ambrosini
- Guillermo Amor
- Lorenzo Amoruso
- Anderson
- Giancarlo Antognoni
- Luca Ariatti
- Davide Astori
- Menotti Avanzolini
- Khouma Babacar
- Roberto Baggio
- Francesco Baiano
- Abel Balbo
- Giuseppe Baldini
- Federico Balzaretti
- Antonio Barreca
- Can Bartu
- José María Basanta
- Gabriel Batistuta
- Valon Behrami
- Federico Bernardeschi
- Mario Bertini
- Daniel Bertoni
- Giuseppe Bigogno
- Jakub Błaszczykowski
- Kevin-Prince Boateng
- Giacomo Bonaventura
- Stefano Borgonovo
- Artur Boruc
- Giuseppe Brizi
- Martín Cáceres
- José Callejón
- Mattia Cassani
- Sergio Castelletti
- Gaetano Castrovilli
- Federico Ceccherini
- Cristian Sebastián Cejas
- Mario Celoria
- Alessio Cerci
- Sergio Cervato
- Giuseppe Chiapella
- Alberto Di Chiara
- Luciano Chiarugi
- Giorgio Chiellini
- Enrico Chiesa
- Federico Chiesa
- Sergio Clerici
- Sandro Cois
- Marvin Compper
- Renzo Contratto
- Dino da Costa
- Rui Costa
- Leonardo Costagliola
- Juan Cuadrado
- Patrick Cutrone
- Bryan Dabo
- Gaetano D’Agostino
- Dario Dainelli
- Giancarlo De Sisti
- Claudio Desolati
- Modibo Diakité
- Alessandro Diamanti
- Ramon Diaz
- Marco Donadel
- Angelo Di Livio
- Bartłomiej Drągowski
- Alfred Duncan
- Carlos Dunga
- Edmundo
- Stefan Effenberg
- Valentin Eysseric
- Felipe
- Edimilson Fernandes
- Matías Fernández
- Ugo Ferrante
- Sébastien Frey
- Zeffiro Furiassi
- Diego Fuser
- Alberto Galassi
- Giancarlo Galdiolo
- Giovanni Galli
- Alessandro Gamberini
- Renato Gei
- Claudio Gentile
- Gerson
- Alberto Gilardino
- Nuno Gomes
- Mario Gómez
- Ezequiel González
- Nicolás González
- Guido Gratton
- Gunnar Gren
- Francesco Graziani
- Luigi Griffanti
- Mounir El Hamdaoui
- Kurt Hamrin
- Dávid Hancko
- Jörg Heinrich
- Karsten Hutwelker
- Glenn Hysén
- Giuseppe Iachini
- Josip Iličić
- Oleksandr Jakowenko
- Ludwig Janda
- Stevan Jovetić
- Julinho
- Nikola Kalinić
- Andrei Kantschelskis
- Engelbert König
- Luboš Kubík
- Lefter Küçükandonyadis
- Alban Lafont
- Marcelo Larrondo
- Brian Laudrup
- Andrea Lazzari
- Pol Lirola
- Adem Ljajić
- Francisco Lojacono
- Alessandro Lucarelli
- Cristiano Lupatelli
- Augusto Magli
- Ardico Magnini
- Saul Malatrasi
- Aldo Maldera
- Gianluca Mancini
- Alexander Manninger
- Mario Maraschi
- Rino Marchesi
- Enzo Maresca
- Marko Marin
- Humberto Maschio
- Daniele Massaro
- Alessandro Matri
- Romeo Menti
- Claudio Merlo
- Fabrizio Miccoli
- Predrag Mijatović
- Luigi Milan
- Aurelio Milani
- Nikola Milenković
- Hrvoje Milić
- Kevin Mirallas
- Arrigo Morselli
- Riccardo Montolivo
- Miguel Ángel Montuori
- Emiliano Moretti
- Domenico Morfeo
- Giuseppe Moro
- Gianni Munari
- Gustavo Munúa
- Luis Muriel
- Adrian Mutu
- Hidetoshi Nakata
- Matija Nastasić
- Neto
- Christian Nørgaard
- Savio Nsereko
- Christian Obodo
- Luís Oliveira
- Maximiliano Olivera
- Rubén Olivera
- Gabriele Oriali
- Alberto Orlando
- Alberto Orzan
- Egisto Pandolfini
- Manuel Pasqual
- Daniel Passarella
- Michele Pazienza
- Mario Perazzolo
- Gianfranco Petris
- Pedro Petrone
- Germán Pezzella
- Krzysztof Piątek
- Carlo Piccardi
- Stefano Pioli
- David Pizarro
- Mario Pizziolo
- Marko Pjaca
- Maurilio Prini
- Erick Pulgar
- Paolino Pulici
- Ante Rebić
- Tomáš Řepka
- Franck Ribéry
- Micah Richards
- Christian Riganò
- Francesco Rizzo
- Anselmo Robbiati
- Enzo Robotti
- Gonzalo Rodríguez
- Rômulo
- Francesco Rosetta
- Giuseppe Rossi
- Mohamed Salah
- Mario Alberto Santana
- Riccardo Saponara
- Giuliano Sarti
- Stefan Savić
- Nevio Scala
- Stefan Schwarz
- Haris Seferović
- Armando Segato
- Michele Serena
- Lorenzo De Silvestri
- Mohamed Sissoko
- Sócrates
- Franco Superchi
- Giuliano Tagliasacchi
- Ciprian Tătărușanu
- Giovanni Tedesco
- Cristian Tello
- Francesco Toldo
- Nenad Tomović
- Luca Toni
- Lucas Torreira
- Moreno Torricelli
- Ferruccio Valcareggi
- Borja Valero
- Paolo Vanoli
- Juan Manuel Vargas
- Matías Vecino
- Jordan Veretout
- Vinicio Viani
- Corrado Viciani
- Pietro Vierchowod
- Giuseppe Virgili
- Giancarlo Vitali
- Emiliano Viviano
- Dušan Vlahović
- Zisis Vryzas
- Mauro Zárate

### Spielerrekorde
Stand: Saisonende 2023/24; Fettgedruckte Spieler sind noch aktiv. Angegeben sind alle Pflichtspiele und -tore.

#### Rekordspieler

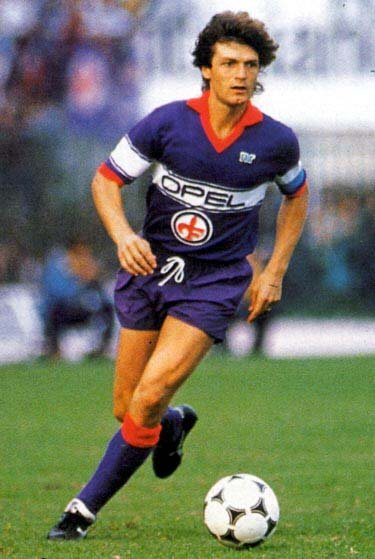
Giancarlo Antognoni

|    | Name                | Zeitraum  | Liga | Pokal | Europapokal | Sonstige | Gesamt |
| -- | ------------------- | --------- | ---- | ----- | ----------- | -------- | ------ |
| 01 | Giancarlo Antognoni | 1972–1987 | 341  | 61    | 19          | 8        | 429    |
| 02 | Giuseppe Brizi      | 1962–1976 | 280  | 46    | 63          | –        | 389    |
| 03 | Claudio Merlo       | 1965–1976 | 257  | 50    | 70          | –        | 377    |
| 04 | Kurt Hamrin         | 1958–1967 | 289  | 27    | 21          | 25       | 362    |
| 05 | Giuseppe Chiappella | 1939–1949 | 331  | 10    | 4           | 12       | 357    |
| 06 | Manuel Pasqual      | 2005–2016 | 302  | 23    | 31          | –        | 356    |
| 07 | Giancarlo De Sisti  | 1965–1974 | 256  | 46    | 22          | 19       | 354    |
| 08 | Sergio Cervato      | 1948–1959 | 316  | 11    | 7           | 6        | 340    |
| 09 | Francesco Toldo     | 1993–2001 | 266  | 42    | 27          | 1        | 337    |
| 10 | Gabriel Batistuta   | 1991–2000 | 269  | 39    | 23          | 1        | 332    |

#### Rekordtorschützen

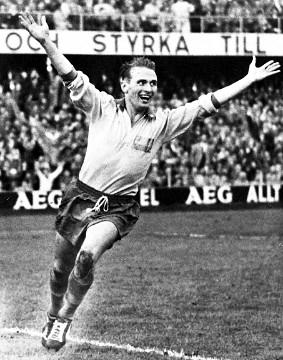
Kurt Hamrin

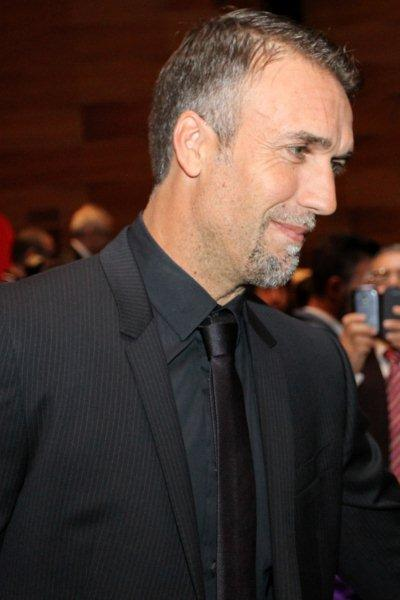
Gabriel Batistuta

|    | Name                | Zeitraum  | Liga | Pokal | Europapokal | Sonstige | Gesamt |
| -- | ------------------- | --------- | ---- | ----- | ----------- | -------- | ------ |
| 01 | Kurt Hamrin         | 1958–1967 | 151  | 15    | 16          | 27       | 208    |
| 02 | Gabriel Batistuta   | 1991–2000 | 168  | 24    | 13          | 2        | 207    |
| 03 | Miguel Montuori     | 1956–1961 | 77   | 6     | 1           | –        | 84     |
| 04 | Giancarlo Antognoni | 1972–1987 | 61   | 10    | 1           | –        | 72     |
| 05 | Adrian Mutu         | 2006–2011 | 54   | 4     | 11          | –        | 69     |
| 06 | Gianfranco Petris   | 1958–1964 | 43   | 13    | 8           | –        | 64     |
| 07 | Alberto Galassi     | 1947–1952 | 63   | –     | –           | –        | 63     |
| 08 | Alberto Gilardino   | 2008–2011 | 52   | 1     | 10          | –        | 63     |
| 09 | Giuseppe Virgili    | 1954–1958 | 57   | 4     | 1           | –        | 62     |
| 10 | Christian Riganò    | 2002–2005 | 57   | 5     | –           | –        | 62     |

### Trainerhistorie
| 1926–1928 | Károly Csapkay       |
| 1928–1931 | Gyula Feldmann       |
| 1931–1933 | Hermann Felsner      |
| 1933      | William Rady         |
| 1933–1934 | József Ging          |
| 1934–1937 | Guido Ara            |
| 1937–1938 | Ottavio Baccani      |
| 1938      | Ferenc Molnár        |
| 1938–1939 | Rudolf Soutschek     |
| 1939–1945 | Giuseppe Galluzzi    |
| 1946      | Guido Ara            |
| 1946–1947 | Renzo Magli          |
| 1947      | Imre Senkey          |
| 1947–1951 | Luigi Ferrero        |
| 1951–1953 | Renzo Magli          |
| 1953–1958 | Fulvio Bernardini    |
| 1958–1959 | Lajos Czeizler       |
| 1959      | Luigi Ferrero        |
| 1959–1960 | Luis Carniglia       |
| 1960      | Giuseppe Chiappella  |
| 1960–1962 | Nándor Hidegkuti     |
| 1962–1964 | Ferruccio Valcareggi |
| 1964–1967 | Giuseppe Chiappella  |
| 1967–1968 | Luigi Ferrero        |
| 1968      | Andrea Bassi         |
| 1968–1971 | Bruno Pesaola        |

| Amtszeit  | Name                 |
| --------- | -------------------- |
| 1971      | Oronzo Pugliese      |
| 1971–1973 | Nils Liedholm        |
| 1973–1974 | Luigi Radice         |
| 1974–1975 | Nereo Rocco          |
| 1975–1977 | Carlo Mazzone        |
| 1977–1978 | Mario Mazzoni        |
| 1978      | Giuseppe Chiappella  |
| 1978–1981 | Paolo Carosi         |
| 1981–1985 | Giancarlo De Sisti   |
| 1985      | Ferruccio Valcareggi |
| 1985–1986 | Aldo Agroppi         |
| 1986–1987 | Eugenio Bersellini   |
| 1987–1989 | Sven-Göran Eriksson  |
| 1989–1990 | Bruno Giorgi         |
| 1990      | Francesco Graziani   |
| 1990–1991 | Sebastião Lazaroni   |
| 1991–1993 | Luigi Radice         |
| 1993      | Aldo Agroppi         |
| 1993      | Luciano Chiarugi     |
| 1993–1997 | Claudio Ranieri      |
| 1997–1998 | Alberto Malesani     |
| 1998–2000 | Giovanni Trapattoni  |
| 2000–2001 | Fatih Terim          |
| 2001      | Luciano Chiarugi     |
| 2001–2002 | Roberto Mancini      |
| 2002      | Ottavio Bianchi      |

| Amtszeit  | Name               |
| --------- | ------------------ |
| 2002      | Luciano Chiarugi   |
| 2002      | Eugenio Fascetti   |
| 2002      | Pietro Vierchowod  |
| 2002–2004 | Alberto Cavasin    |
| 2004      | Emiliano Mondonico |
| 2004–2005 | Sergio Buso        |
| 2005      | Dino Zoff          |
| 2005–2010 | Cesare Prandelli   |
| 2010–2011 | Siniša Mihajlović  |
| 2011–2012 | Delio Rossi        |
| 2012      | Vincenzo Guerini   |
| 2012–2015 | Vincenzo Montella  |
| 2015–2017 | Paulo Sousa        |
| 2017–2019 | Stefano Pioli      |
| 2019      | Vincenzo Montella  |
| 2019–2020 | Giuseppe Iachini   |
| 2020–2021 | Cesare Prandelli   |
| 2021      | Giuseppe Iachini   |
| 2021–2024 | Vincenzo Italiano  |
| 2024–2025 | Raffaele Palladino |
| 2025–     | Stefano Pioli      |

### Präsidentenhistorie

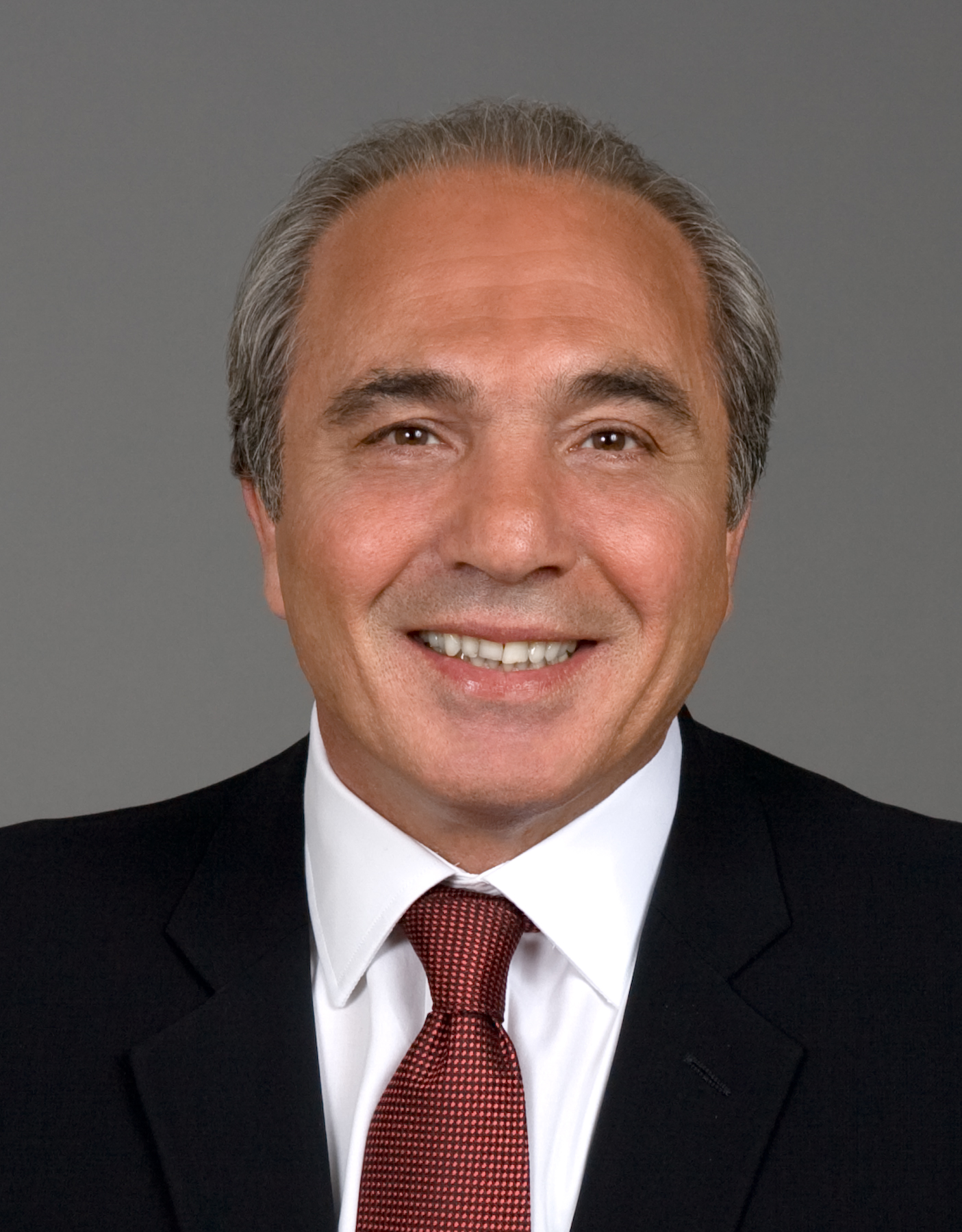
Rocco Commisso

| Amtszeit  | Name              |
| --------- | ----------------- |
| 1926–1942 | Luigi Ridolfi     |
| 1942–1945 | Scipione Picchi   |
| 1945–1946 | Arrigo Paganelli  |
| 1946–1947 | Igino Cassi       |
| 1947–1948 | Ardelio Allori    |
| 1948–1952 | Carlo Antonini    |
| 1952–1961 | Enrico Befani     |
| 1961–1965 | Enrico Longinotti |
| 1965–1971 | Nello Baglini     |
| 1971–1977 | Ugolino Ugolini   |
| 1977–1979 | Rodolfo Melloni   |
| 1979–1980 | Enrico Martellini |
| 1980–1986 | Ranieri Pontello  |

| Amtszeit  | Name                                     |
| --------- | ---------------------------------------- |
| 1986–1987 | Pier Cesare Baretti                      |
| 1987–1990 | Lorenzo Righetti                         |
| 1990–1993 | Mario Cecchi Gori                        |
| 1993–2001 | Vittorio Cecchi Gori                     |
| 2001      | Luciano Luna                             |
| 2002      | Ugo Poggi Ottavio Bianchi Enrico Fazzini |
| 2002–2004 | Gino Salica                              |
| 2004–2009 | Andrea Della Valle                       |
| 2009–2019 | Mario Cognigni                           |
| 2019–     | Rocco Commisso                           |

### Vereinsrekorde
Serie A
- Höchster Sieg: 8:0 AC Florenz – FC Modena in der Saison 1941/42
- Höchste Niederlage: 8:0 Juventus Turin – AC Florenz in der Saison 1952/53
- Rekordspieler: Giancarlo Antognoni mit 341 Einsätzen
- Rekordtorschütze: Gabriel Batistuta mit 152 Toren
- Meiste Tore in einer Saison: Luca Toni mit 31 Toren in der Saison 2005/06

### Wichtige Spiele in der Geschichte des AC Florenz
| Datum              | Anlass                                     | Stadion                                 | Sieger            | Gegner           | Ergebnis  | Details |
| ------------------ | ------------------------------------------ | --------------------------------------- | ----------------- | ---------------- | --------- | ------- |
| 15. Juni 1940      | Finalspiel Coppa Italia                    | Stadio Artemio Franchi, Florenz         | AC Florenz        | CFC Genua        | 1:0       | Details |
| 30. Mai 1957       | Finalspiel Europapokal der Landesmeister   | Estadio Santiago Bernabéu, Madrid       | Real Madrid       | AC Florenz       | 2:0       | Details |
| 24. September 1958 | Finalspiel Coppa Italia                    | Olympiastadion Rom, Rom                 | Lazio Rom         | AC Florenz       | 1:0       | Details |
| 18. September 1960 | Finalspiel Coppa Italia                    | Giuseppe-Meazza-Stadion, Mailand        | Juventus Turin    | AC Florenz       | 3:2 n. V. | Details |
| 17. Mai 1961       | Finalhinspiel Europapokal der Pokalsieger  | Ibrox Park, Glasgow                     | Glasgow Rangers   | AC Florenz       | 0:2       | Details |
| 27. Mai 1961       | Finalrückspiel Europapokal der Pokalsieger | Stadio Artemio Franchi, Florenz         | AC Florenz        | Glasgow Rangers  | 2:1       | Details |
| 11. Juni 1961      | Finalspiel Coppa Italia                    | Stadio Artemio Franchi, Florenz         | AC Florenz        | Lazio Rom        | 2:0       | Details |
| 19. Mai 1966       | Finalspiel Coppa Italia                    | Olympiastadion Rom, Rom                 | AC Florenz        | US Catanzaro     | 2:1 n. V. | Details |
| 28. Juni 1975      | Finalspiel Coppa Italia                    | Olympiastadion Rom, Rom                 | AC Florenz        | AC Mailand       | 3:2       | Details |
| 2. Mai 1996        | Finalhinspiel Coppa Italia                 | Stadio Artemio Franchi, Florenz         | AC Florenz        | Atalanta Bergamo | 1:0       | Details |
| 18. Mai 1996       | Finalrückspiel Coppa Italia                | Stadio Atleti Azzurri d’Italia, Bergamo | Atalanta Bergamo  | AC Florenz       | 0:2       | Details |
| 25. August 1996    | Finalspiel Supercoppa Italiana             | Giuseppe-Meazza-Stadion, Mailand        | AC Mailand        | AC Florenz       | 1:2       | Details |
| 14. April 1999     | Finalhinspiel Coppa Italia                 | Stadio Ennio Tardini, Parma             | AC Parma          | AC Florenz       | 1:1       | Details |
| 5. Mai 1999        | Finalrückspiel Coppa Italia                | Stadio Artemio Franchi, Florenz         | AC Florenz        | AC Parma         | 2:2       | Details |
| 24. Mai 2001       | Finalhinspiel Coppa Italia                 | Stadio Ennio Tardini, Parma             | AC Parma          | AC Florenz       | 0:1       | Details |
| 13. Juni 2001      | Finalrückspiel Coppa Italia                | Stadio Artemio Franchi, Florenz         | AC Florenz        | AC Parma         | 1:1       | Details |
| 19. August 2001    | Finalspiel Supercoppa Italiana             | Olympiastadion Rom, Rom                 | AS Rom            | AC Florenz       | 3:0       | Details |
| 3. Mai 2014        | Finalspiel Coppa Italia                    | Olympiastadion Rom, Rom                 | AC Florenz        | SSC Neapel       | 1:3       | Details |
| 24. Mai 2023       | Finalspiel Coppa Italia                    | Olympiastadion Rom, Rom                 | Inter Mailand     | AC Florenz       | 2:1       | Details |
| 7. Juni 2023       | Finalspiel UEFA-Conference-League          | Fortuna Arena, Prag                     | AC Florenz        | West Ham United  | 1:2       | Details |
| 29. Mai 2024       | Finalspiel UEFA-Conference-League          | Agia-Sofia-Stadion, Athen               | Olympiakos Piräus | AC Florenz       | 1:0 n. V. | Details |

### Sportliche Chronologie

#### Chronologie
| Saison    | Platz | Spielklasse           | Bemerkung |
| --------- | ----- | --------------------- | --- |
| 1926/27   | 6     | Divisione 1, Girone C | |
| 1927/28   | 2     | Divisione 1, Girone D | |
| 1928/29   | 16    | Divisione Nazionale   | |
| 1929/30   | 4     | Serie B               | |
| 1930/31   | 1     | Serie B               | Aufstieg in die Serie A |
| 1931/32   | 4     | Serie A               | Pedro Petrone (25 Treffer) ist Torschützenkönig zusammen mit Angelo Schiavio (FC Bologna)                                                                                             |
| 1932/33   | 5     | Serie A               | |
| 1933/34   | 6     | Serie A               | |
| 1934/35   | 3     | Serie A               | |
| 1935/36   | 12    | Serie A               | |
| 1936/37   | 9     | Serie A               | |
| 1937/38   | 16    | Serie A               | Abstieg in die Serie B |
| 1938/39   | 1     | Serie B               | Aufstieg in die Serie A |
| 1939/40   | 13    | Serie A               | Gewinn der ersten Coppa Italia |
| 1940/41   | 3     | Serie A               | |
| 1941/42   | 9     | Serie A               | |
| 1942/43   | 6     | Serie A               | |
| 1943/44   | –     | –                     | keine Wettbewerbe infolge des Zweiten Weltkrieges |
| 1944/45   | –     | –                     | keine Wettbewerbe infolge des Zweiten Weltkrieges |
| 1945/46   | 5     | Serie A               | |
| 1946/47   | 17    | Serie A               | |
| 1947/48   | 7     | Serie A               | |
| 1948/49   | 8     | Serie A               | |
| 1949/50   | 5     | Serie A               | |
| 1950/51   | 5     | Serie A               | |
| 1951/52   | 4     | Serie A               | |
| 1952/53   | 7     | Serie A               | |
| 1953/54   | 3     | Serie A               | |
| 1954/55   | 5     | Serie A               | |
| 1955/56   | 1     | Serie A               | Erster Scudetto, 33 Spiele in Folge ungeschlagen und 12 Punkte Vorsprung (italienischer Rekord bis heute), nur am letzten Spieltag gab es eine 1:3-Niederlage beim CFC Genua          |
| 1956/57   | 2     | Serie A               | Finale des Europapokals der Landesmeister erreicht |
| 1957/58   | 2     | Serie A               | Finale der Coppa Italia erreicht |
| 1958/59   | 2     | Serie A               | mit 95 erzielten Treffern in 34 Partien (italienischer Rekord bis heute) |
| 1959/60   | 2     | Serie A               | Finale der Coppa Italia erreicht |
| 1960/61   | 7     | Serie A               | zweiter Gewinn der Coppa Italia, Gewinn des Europapokals der Pokalsieger |
| 1961/62   | 3     | Serie A               | Aurelio Milani (22 Treffer) Torschützenkönig zusammen mit José Altafini (AC Mailand), Finale des Europapokals der Pokalsieger erreicht                                                |
| 1962/63   | 6     | Serie A               | |
| 1963/64   | 4     | Serie A               | |
| 1964/65   | 4     | Serie A               | Alberto Orlando (17 Treffer) Torschützenkönig zusammen mit Sandro Mazzola (Inter Mailand), Finale des Mitropa-Pokals erreicht                                                         |
| 1965/66   | 4     | Serie A               | dritter Gewinn der Coppa Italia, Gewinn des Mitropa-Pokals |
| 1966/67   | 5     | Serie A               | |
| 1967/68   | 4     | Serie A               | |
| 1968/69   | 1     | Serie A               | Zweiter Scudetto ohne Auswärtsniederlage |
| 1969/70   | 4     | Serie A               | |
| 1970/71   | 12    | Serie A               | |
| 1971/72   | 5     | Serie A               | Finale des Mitropa-Pokals erreicht |
| 1972/73   | 4     | Serie A               | |
| 1973/74   | 6     | Serie A               | |
| 1974/75   | 8     | Serie A               | vierter Gewinn der Coppa Italia |
| 1975/76   | 9     | Serie A               | |
| 1976/77   | 3     | Serie A               | |
| 1977/78   | 13    | Serie A               | |
| 1978/79   | 6     | Serie A               | |
| 1979/80   | 6     | Serie A               | |
| 1980/81   | 5     | Serie A               | |
| 1981/82   | 2     | Serie A               | |
| 1982/83   | 5     | Serie A               | |
| 1983/84   | 3     | Serie A               | |
| 1984/85   | 9     | Serie A               | |
| 1985/86   | 4     | Serie A               | |
| 1986/87   | 9     | Serie A               | |
| 1987/88   | 8     | Serie A               | |
| 1988/89   | 7     | Serie A               | |
| 1989/90   | 12    | Serie A               | Finale des UEFA-Cups erreicht |
| 1990/91   | 12    | Serie A               | |
| 1991/92   | 12    | Serie A               | |
| 1992/93   | 16    | Serie A               | Abstieg in die Serie B |
| 1993/94   | 1     | Serie B               | Aufstieg in die Serie A |
| 1994/95   | 10    | Serie A               | Gabriel Batistuta (26 Treffer) Torschützenkönig |
| 1995/96   | 3     | Serie A               | fünfter Gewinn der Coppa Italia und Gewinn der Supercoppa Italiana |
| 1996/97   | 9     | Serie A               | |
| 1997/98   | 5     | Serie A               | |
| 1998/99   | 3     | Serie A               | Finale der Coppa Italia erreicht |
| 1999/2000 | 7     | Serie A               | |
| 2000/01   | 9     | Serie A               | sechster Gewinn der Coppa Italia |
| 2001/02   | 17    | Serie A               | Insolvenz und anschließender Zwangsabstieg in die Serie C2 |
| 2002/03   | 1     | Serie C2              | Aufstieg in die Serie B, Christian Riganò (30 Treffer) Torschützenkönig |
| 2003/04   | 6     | Serie B               | Aufstieg (per Relegation) in die Serie A |
| 2004/05   | 16    | Serie A               | |
| 2005/06   | 4     | Serie A               | Luca Toni (31 Treffer) Torschützenkönig der Serie A und Bester Torjäger Europas |
| 2006/07   | 5     | Serie A               | Mit 31 Gegentoren in 38 Spielen stabilste Abwehr der Liga. Ohne Punkteabzug wäre der Verein Tabellendritter geworden. Cesare Prandelli zu Italiens „Trainer des Jahres 2006“ gewählt. |
| 2007/08   | 4     | Serie A               | Halbfinale des UEFA-Cups erreicht |
| 2008/09   | 4     | Serie A               | Cesare Prandelli zu Italiens „Trainer des Jahres 2008“ gewählt. |
| 2009/10   | 11    | Serie A               | Viertelfinale der Coppa Italia und Achtelfinale der Champions-League erreicht. |
| 2010/11   | 9     | Serie A               | |
| 2011/12   | 13    | Serie A               | |
| 2012/13   | 4     | Serie A               | Viertelfinale der Coppa Italia |
| 2013/14   | 4     | Serie A               | Finale der Coppa Italia |
| 2014/15   | 4     | Serie A               | Halbfinale der Coppa Italia. Halbfinale der Europa League |
| 2015/16   | 5     | Serie A               | |
| 2016/17   | 8     | Serie A               | Viertelfinale der Coppa Italia; Italienischer Meister der Frauen, Italienischer Pokalsieger der Frauen                                                                                |
| 2017/18   | 8     | Serie A               | Viertelfinale der Coppa Italia, Tod von Kapitän Davide Astori während der Saison, Italienischer Pokalsieger der Frauen                                                                |
| 2018/19   | 16    | Serie A               | Halbfinale der Coppa Italia; Supercoppa Italiana der Frauen |
| 2019/20   | 10    | Serie A               | Viertelfinale der Coppa Italia |
| 2020/21   | 13    | Serie A               | Achtelfinale der Coppa Italia |
| 2021/22   | 7     | Serie A               | Viertelfinale der Coppa Italia |
| 2022/23   | 8     | Serie A               | Finale der Coppa Italia, Finale der UEFA Conference League |
| 2023/24   | 8     | Serie A               | Finale der UEFA Conference League, Halbfinale der Coppa Italia, Halbfinale der Supercoppa Italiana                                                                                    |

## Frauenfußballabteilung
Das Damenteam der AC Florenz besteht seit 2015 und gewann 2016/17 die Italienische Meisterschaft, 2016/17 und 2017/18 jeweils den Italienischen Pokal und 2018 den Italienischen Supercup.